# Épouse-moi (roman)
Pour les articles homonymes, voir Épouse-moi.
Épouse-moi (titre original en anglais Marry Me) est un roman de l'écrivain américain John Updike publié originellement le 12 octobre 1976 aux États-Unis et en français le 9 juin 1978 aux éditions Gallimard.

## Réception critique
Le roman est bien accueilli par la critique à sa parution aux États-Unis, même si le New York Times considère qu'il s'agit d'un livre secondaire de son auteur.

## Éditions
- (en) Marry Me, Alfred A. Knopf Publishers, 1976  (ISBN 9780241134023), 303 p.
- Épouse-moi, coll. « Du monde entier », éditions Gallimard, 1978  (ISBN 9782070299300), 344 p.[4]
- Épouse-moi, coll. « Folio », éditions Gallimard, 1985  (ISBN 9782070376872), 416 p.
- (en) Marry Me, Random House, 1996  (ISBN 9780449912157), 304 p.